# Émile de Najac
Émile Fernand de Najac, född den 14 december 1828 i Lorient, död den 11 april 1889 i Paris, var en fransk greve och teaterförfattare.
de Najac författade ensam eller i bolag med andra en mängd omtyckta lustspel, vådeviller, och operetter, bland annat Plus on est de fous (1858; "De äro litet tokiga!", 1861), med About Un mariage de Paris (1861; "Ett bröllop i Paris", 1862) och Nos gens (1866), med Hennequin Bébé (1877) och Niniche (1878; uppförd i Sverige samma år) samt med Sardou Divorçons (1880; "Låtom oss skiljas", samma år).